# (10866) Peru
(10866) Peru est un astéroïde de la ceinture principale.

## Description
(10866) Peru est un astéroïde de la ceinture principale. Il fut découvert le 14 juillet 1996 à La Silla par Eric Walter Elst. Il présente une orbite caractérisée par un demi-grand axe de 2,43 UA, une excentricité de 0,12 et une inclinaison de 2,5° par rapport à l'écliptique.

## Compléments